# Discoididae
De Discoididae zijn een familie van uitgestorven zee-egels (Echinoidea) uit de orde Holectypoida.

## Geslachten
- Camerogalerus Quenstedt, 1873 †
- Discholectypus Pomel, 1883 †
- Discoides Parkinson, 1811 †